# Учение Дзэами Мотокиё
Учение Дзэами Мотокиё — первое известное учение об актёрском искусстве в японском театре.
Идеи, изложенные в 24 трактатах (три из которых не сохранились), Мотокиё завещал хранить и тайно передавать самому талантливому актёру в каждом поколении. В своих работах он изложил историю саругаку, разработал основные идеи актёрского мастерства, рассмотрел проблематику отношений актёра и зрителя, дал рекомендации, касающиеся написания пьес, пластики движений, музыки, пения и декламации.

## Ключевые понятия
Ключевыми понятиями в учении Дзэами являются сокровенная красота югэн, подражание мономанэ и сценическое обаяние актёра хана.
Слово югэн (幽玄) пришло в японский язык из китайских религиозно-философских книг, где являлось метафорой буддийской мудрости. Дзэами считал, что актёру необходимо не только владеть навыками игры, но и вынашивать в себе, а затем доносить до зрителей атмосферу красоты, сокрытой в природе вещей, то есть вводить в спектакль изысканные элементы, прежде всего музыки и танца, внешнее великолепие и техническое совершенство. Согласно учению, «югэн танца состоит в том, чтобы движения были красивыми, весь облик милым и чтобы публике было интересно», а актёр должен исполнить даже роль демона в духе югэн так, чтобы очаровать зрителя, и тогда персонаж-демон уподобится «отвесной скале, на которой растут цветы». По убеждению Дзэами, «сокровенная красота» составляет жизнь и душу (т. н. кокоро) любой вещи, а раскрытие югэн есть основа воздействия актёра на зрителя, будящая в нём ответные эмоции — ёдзё («эмоциональные отзвуки»).
Словом мономанэ (物真似, «подражание») изначально называлась преувеличенная игра, передающая характерные черты взятых из жизни персонажей, комедийное и гротескное перевоплощение в образ. Переосмыслил мономанэ Канъами Киёцугу, отец Дзэами Мотокиё: под этим термином он подразумевал движимое эстетическим вкусом подражание природе вещей. Поражённый изящной манерой игры в стиле югэн, увиденной им в провинции Оми, Канъами изменил стиль собственной игры, решив объединить два начала — «подражание и утончённость». Обосновал единство мономанэ и югэн в своих трактатах уже его сын. Дзэами описывал искусство подражания с помощью понятия нарииру (вариант слова нарикаэру — «вхождение, обращение»): «сначала — стать (нарииру) предметом изображения, затем — походить на него в действии». Согласно классификации Дзэами, в театре но существуют три рода амплуа для подражания (т. н. сантай — «три облика»): старик (ротай), женщина (дзётай) и воин (гунтай).
Третье базовое понятие хана (花, «цветок») обозначает сценическое обаяние и харизму исполнителя. Дзэами выделил два типа «цветка»: Временный (дзибун-но хана) и Истинный (макото-но хана). Временный цветок, по его мнению, есть результат естественной красоты, который умирает, когда проходит молодость, Истинный же — результат долгих лет тренировок. Такой «цветок» способен пережить только духовно зрелый человек, а если к тридцати-тридцати пяти годам актёр так и не познал Истинного цветка, то уже после сорока лет его мастерство пойдёт на убыль, хотя и увядший «цветок» ещё долго сохраняет свой аромат. Актёр, раскрывший и сохранивший свой «цветок», до конца жизни способен очаровывать зрителя; в качестве подтверждения этому Дзэами привёл Канъами:
«Мой отец умер в 52 года девятнадцатого мая; а ещё четвёртого мая он исполнял но в храме Сэнгэн провинции Суруга. Его игра в этот день была особенно великолепна, и все зрители в один голос восхищались ею. К тому времени отец уступил молодым актёрам почти все лучшие роли, а сам, как мог, исполнял в спокойной манере роли, более соответствовавшие его возрасту. Однако делал это так искусно и неповторимо, что его исполнение с каждым разом выглядело всё прекрасней и совершенней. Он добился этого потому, что достиг Истинного цветка. Его искусство напоминало старое дерево, с которого облетели листья, но на нём ещё благоухают прекрасные цветы».
По словам доктора искусствоведения Нины Анариной, «„цветок“ Дзэами есть первостепенный историко-культурный символ, вечное устремление актёра», а триада мономанэ + югэн + хана «заключает в себе содержание и форму, смысл и цель, стиль и атмосферу искусства актёра но».

## Комментарии
1. ↑  Дзэами выделил «десять стилей» (дзиттай) пьес, у которых есть своё кокоро: сюгэн-но кокоро, югэн-но кокоро, дзинги-но кокоро, сяккё-но кокоро, рэмбо-но кокоро, айсё-но кокоро, мудзё-но кокоро, суйтай-но кокоро, хисэн-но кокоро, дзюккай-но кокоро. К примеру, пьесы сюнэн-но кокоро, по мнению Дзэами, возбуждают в душе человека торжественное настроение, а пьесы югэн-но кокоро — чувство таинственной красоты[6][7].
2. ↑  Согласно Дзэами, искусство мономанэ уже ко времени Канъами имело многовековую традицию, его исполняли ещё в присутствии Будды Шакьямуни[10].
3. ↑  Концепция мономанэ также включает и технику игры: сценическое движение, дыхание, работу голосом, костюмировку и ношение маски, игру с предметом[4].